# اولنا ویتریچنکو
اولنا ویتریچنکو (به انگلیسی: Olena Vitrychenko) ژیمناست زادهٔ ۲۵ نوامبر ۱۹۷۶ میلادی اهل کشور اوکراین است.